# Rhaphidophora crassifolia
Rhaphidophora crassifolia är en kallaväxtart som beskrevs av Joseph Dalton Hooker. Rhaphidophora crassifolia ingår i släktet Rhaphidophora och familjen kallaväxter. Inga underarter finns listade.